# Virginia Marini
Virginia Marini (nata Visini) (Alessandria, 7 febbraio 1844 – Roma, 13 marzo 1918) è stata un'attrice italiana.

## Biografia

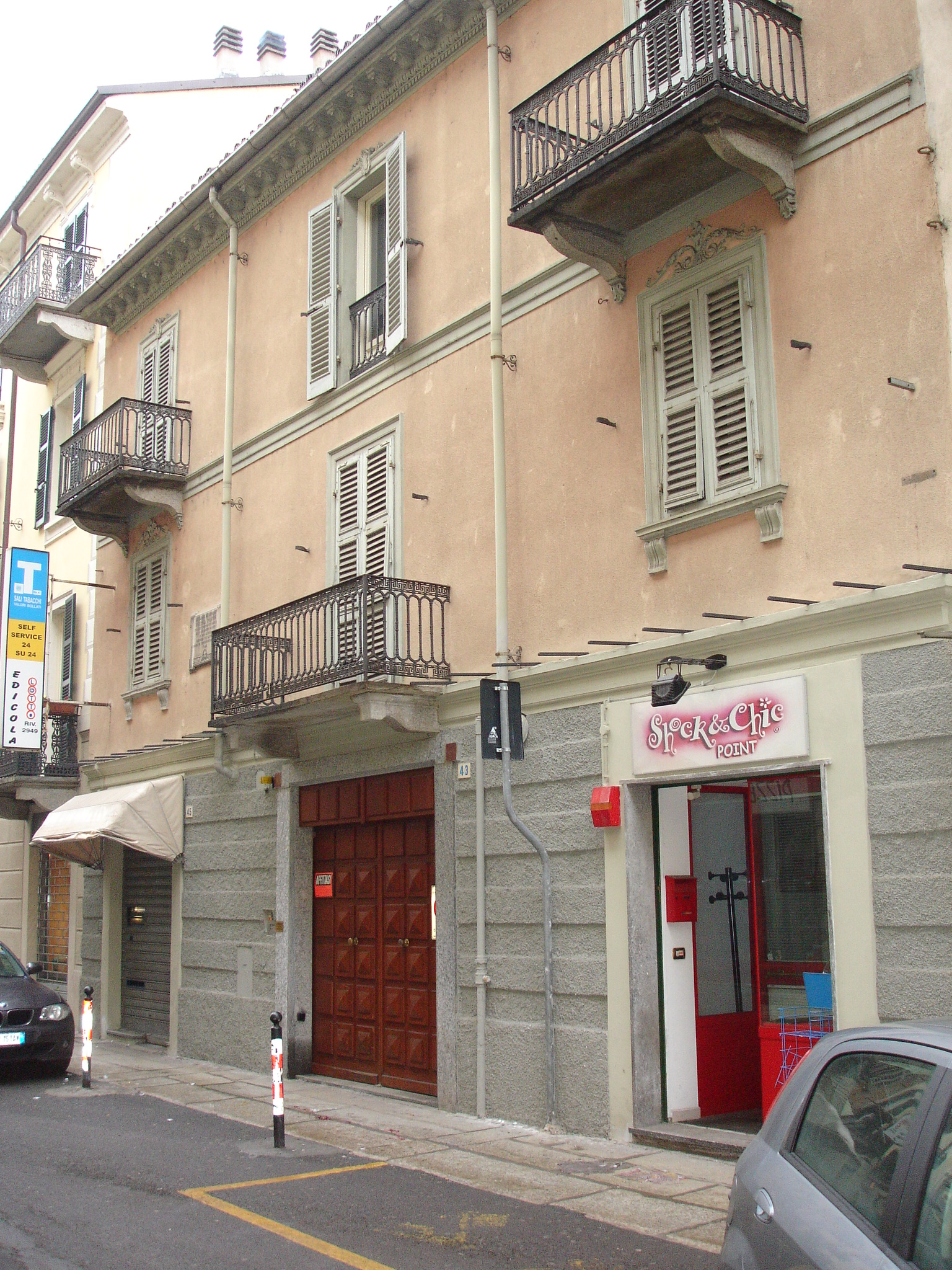
Via Bergamo ad Alessandria, la casa natale di Virginia Marini

Nacque ad Alessandria da modesta famiglia nel 1844; morì a Roma nel 1918. Figlia di Carlo, custode di un teatro. Il padre, che in realtà aveva per cognome Weiss, era discendente di un soldato napoleonico svedese; nato a Pinerolo, arrivando ad Alessandria aveva italianizzato il cognome in Visini. La futura attrice, a soli quindici anni, sposa lo sconosciuto attore Giovan Battista Marini, assumendone lei stessa il cognome.  Fin da piccola manifestò la sua passione per lo spettacolo cercando di introdursi tra il pubblico o dietro le quinte per assistere alle diverse rappresentazioni teatrali. Pare che già in quei primi anni amasse declamare monologhi che imparava in teatro esibendosi poi dinnanzi ad uno specchio. La sua carriera fu rapida; una delle prime parti fu l'interpretazione di una giovane serva nella Compagnia Monti-Preda. Ben presto si affermò, al punto che perfino il Vate, Gabriele D'Annunzio, il 28 novembre del 1914 le scrisse da Parigi chiedendole di voler accettare una parte nella sua opera “Madre dolorosa”, dichiarandosi lieto e fiero nel caso di una risposta affermativa.
Calcò le scene dei più importanti teatri italiani ottenendo successi alla pari di altre importanti attrici del suo tempo quali Eleonora Duse, Giacinta Pezzana e Sarah Bernhardt.
L'attrice alessandrina fu acclamata da numerose platee per il talento, la voce vibrante ma, soprattutto, per la dizione perfetta. Nel 1894 abbandonò le scene e si trasferì a Roma, su richiesta del Ministro della Pubblica Istruzione Guido Baccelli, per dirigere la scuola di recitazione annessa all'Accademia di Santa Cecilia.
Fondò, insieme al collega Alamanno Morelli, il Teatro Manzoni di Scandicci,oggi Cinema Cabiria. La casa scandiccese dell'attrice era di fronte al teatro ed era conosciuta come La Palazzina.
Il Comune di Alessandria nel dicembre del 1948 - trentennale della scomparsa dell'artista - collocò una lapide sulla facciata della casa natale sita in via Bergamo a ricordo della grande attrice alessandrina. (Epigrafe dettata dall'allora sindaco della città Nicola Basile).

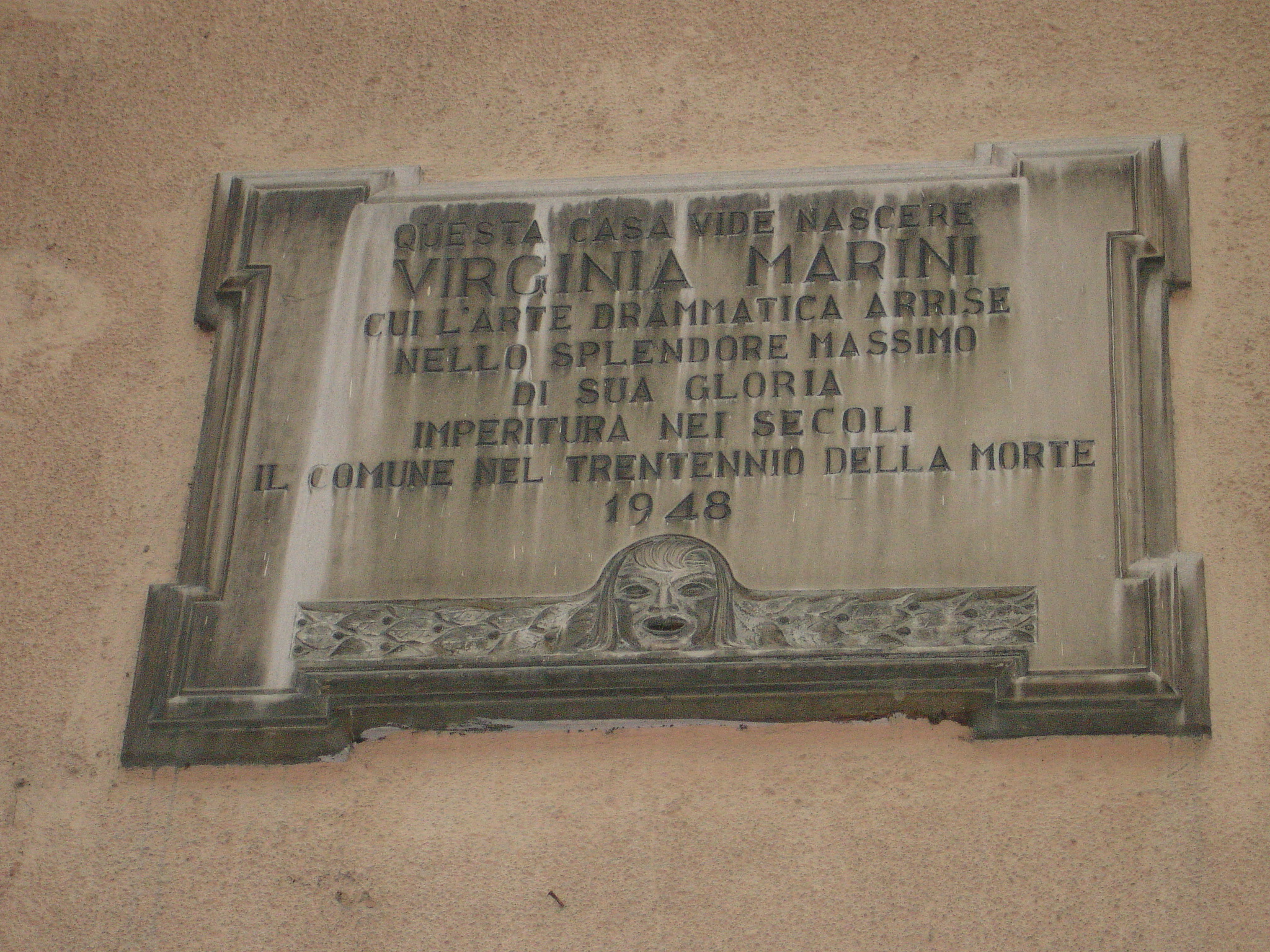
Lapide sulla Casa natale di Virginia Marini